# Alfred Sierzputowski
Alfred Sierzputowski (ur. 17 lipca 1937 w Łęgu Przedmiejskim, zm. 7 listopada 2015 w Ostrołęce) – polski poeta, prozaik, satyryk, publicysta, animator kultury związany z Klubem Literackim „Narew” i Towarzystwem Przyjaciół Ostrołęki.

## Życiorys
Pochodził z rodziny rzemieślniczej. Był synem Franciszka i Rozalii z Korytkowskich. Uczęszczał do SP nr 1 w Ostrołęce (absolwent z 1950), ZSZ w Ostrołęce (1952) oraz Technikum Samochodowego w Olsztynie (1955).
Pracował w kilku zakładach i instytucjach w Ostrołęce: Państwowej Komunikacji Samochodowej, Zespole Elektrowni, Ostrołęckim Domu Kultury. Był radnym Rady Miejskiej w Ostrołęce (dwie kadencje) i Sejmiku Województwa Ostrołęckiego (jedna kadencja).
W latach 1964–1970 był członkiem Klubu Młodych Pisarzy. Zadebiutował w 1968 w czasopismach „Pięć Rzek” (fraszki) i „Kamena”. Współtworzył Grupę Poetycką „Narew”, przekształconą w 1980 w Klub Literacki „Narew”. Współredagował kwartalnik literacki „Parnasik” (1999–2001) wydawany przez Zespół Kolegiów Nauczycielskich w Ostrołęce. Był przewodniczącym Koła Literatów przy Towarzystwie Przyjaciół Ostrołęki. Redagował i recenzował książki ostrołęckich literatów, m.in. Ewy Bocianiak, Magdaleny Domurad, Joanny Nowickiej, Marii Rochowicz, Karola Samsela, Barbary Zakrzewskiej. Od 2005 prowadził w „Wiadomościach Ostrołęckich” kącik poetycki „Sezamkowa Dziurka”. W „Tygodniku Ostrołęckim” publikował felietony w rubryce „Obserwacje”. Gościł na łamach pism ogólnopolskich, np. kwartalnika „Pracownia”, „Poezji Dzisiaj”, „Warmii i Mazur”. Wspólnie z Czesławem Parzychem zredagował pierwsze wydanie Poetyckiego almanachu Kurpiowszczyzny (2002), opracował pośmiertne pamiętniki Janiny Grali Kwiaty miłości, które nazwał „psalmami kurpiowskimi”, współredagował tom 1 albumu Kapliczki kurpiowskie w twórczości Teresy Piórkowskiej-Ciepierskiej. Jego utwory znajdują się w kilku almanachach poetyckich i antologiach fraszki polskiej. Należał do Stowarzyszenia Pisarzy Polskich.
Był mężem Heleny z d. Lutrzykowskiej, pediatrki. Mieli dwoje dzieci: Jacka, farmaceutę, i Ewę, aktorkę. Mieszkał w Ostrołęce. Spoczął na miejscowym cmentarzu parafialnym.

## Odznaczenia
- Złoty Krzyż Zasługi
- Odznaka „Zasłużony Działacz Kultury”
- Odznaka „Za Zasługi dla Miasta Ostrołęki”[1]

## Twórczość
- Akt wiary, [w:] Arkusze poetyckie Grupy „Narew”, Instytut Wydawniczy Centralnej Rady Związków Zawodowych, Warszawa 1975
- Epitafia, Państwowe Wydawnictwo „Iskry”, Warszawa 1980, ISBN 83-207-0209-7.
- Wyjęte spod brawa, Klub Literacki „Narew” przy Oddziale Warszawskim ZLP Związku Literatów Polskich, Ostrołęka 1982
- Pod humorkiem, Klub Literacki NAREW w Ostrołęce przy Oddziale Warszawskim ZLP, Ostrołęka 1
- Ponad obojętność, Klub Literacki „Narew” przy Oddziale Warszawskim ZLP Związku Literatów Polskich, Ostrołęka 1985
- Tryptyk polski, Ostrołęcki Ośrodek Kultury, Ostrołęka 1995
- Tryptyk polski, wyd. 2, Stowarzyszenie Przyjaciół Bibliotek i Książki: Miejska Biblioteka Publiczna, Ostrołęka 2020, ISBN 978-83-957989-2-4.
- Serc ludzkich wzajemnej potrzebie, Towarzystwo Przyjaciół Ostrołęki, Ostrołęka 1995
- Między satyrem a Stańczykiem, Towarzystwo Przyjaciół Ostrołęki, Ostrołęka 1999, ISBN 83-909031-8-0.
- Znamiona czasu, Towarzystwo Przyjaciół Ostrołęki, Ostrołęka 2001, ISBN 83-88169-11-4.
- Sonety, Towarzystwo Przyjaciół Ostrołęki, Ostrołęka 2004, ISBN 83-88169-29-7.
- Władcy świata (zbiór opowiadań), Towarzystwo Przyjaciół Ostrołęki, Ostrołęka 2007, ISBN 83-88169-46-5.
- Stańczyk na pegazie, Wydawnictwo Książkowe IBiS, Warszawa 2009, ISBN 978-83-7358-068-8.
- Gawęda o istnieniu, Towarzystwo Przyjaciół Ostrołęki, Ostrołęka 2012, ISBN 978-83-88169-82-3.
- Fredki, Towarzystwo Przyjaciół Ostrołęki, Ostrołęka 2015, ISBN 978-83-64200-13-7.

## Upamiętnienie
Podczas sesji Rady Miasta Ostrołęka 28 stycznia 2016 podjęto uchwałę o nadaniu jednej z ulic na Osiedlu Stacja imienia Alfreda Sierzputowskiego.